# Le mie perle
Le mie perle è un triplo album in studio della cantante italiana Giovanna, pubblicato a dicembre 2024 su etichetta Kicco.

## Tracce
CD 1
1. Sei solo tu (G. Nocetti, C. Torresani)
2. Buonanotte (Don Backy)
3. Maledetto vigliacco (Paolo Limiti, F. Iafisco, G. Nocetti)
4. Solo per te (Shel Shapiro, R. Marchetti)
5. Sarà il lampo (M. Zennaro) feat. Fabio Armiliato
6. Hymne a l’amour (M. Monnot, Edit Piaf)
7. Yo no soy esa (M. Fernandez)
8. Dietro un grande amore (New Version) (G. Nocetti, P. Limiti)
9. Sinno me moro (P. Germi, A. Giannetti, C. Rustichelli)
10. Ammore annascunnuto (M. Castiglia, B. Coulais, P. Fragione)
11. Questa vita (G. Nocetti, L. Mosello)
12. Quien serà (P. Beltrán Ruiz, L. Demetrio)
13. Salma ya salama (J. Barnel, P. Delanoë, S. Jahine)
14. Se lo vorrai (G. Nocetti)
15. Lei chi è (G. Nocetti, P. Limiti)
16. Sono quel che sono (Remix Version) (V. Ricca) feat. Alessandro
17. Stella Diana (C. Faiello)
18. Treinta dias (G. Nocetti)
19. Io volevo diventare (C. G. Gargiulo, C. Rocchi, A. Codolo)
20. Il mio ex (Roberto Carlos Braga, P. Limiti)
21. Gracias a la vida (V. Parra)

CD 2
1. Vi amo tutti e due (P. Limiti, A. Gargiulo)
2. Pazzo di lei (Biagio Antonacci)
3. Moon River (Johnny Mercer, Henry Mancini)
4. Youkali (K. Weill, R. Fernay) feat. Walter Bagnato
5. Yo soy Maria (Astor Piazzolla)
6. La virgen de la macarena (A. Calero)
7. No puedo vivir sin ti (G. Nocetti)
8. Confusione (G. Nocetti)
9. Una rosa scarlatta (G. Nocetti)
10. Io ti penso amore (N. Paganini)
11. Spanish Ravel Bolero (G. Nocetti, M. Ravel)
12. Entre mis brazos (G. Nocetti, C. Ranalli)
13. Cosa farò (G. Nocetti, P. Limiti)
14. Mamma (L. Rustici, P. Leon, G. Nocetti)
15. Vivo per lei (Gatto Panceri, V. Zerli) feat. Dario Gay
16. Dimenticarsi di dimenticare (G. Nocetti, P. Limiti)
17. La serenata (F. Paolo Tosti)
18. Ahi mi amor (J.M. Serrat, P. Limiti)
19. Il ladro (G. Nocetti, P. Limiti)

CD 3
1. Un baffo diabolico (G. Nocetti, C. Castellari, P. Limiti)
2. L’innocente (G. Nocetti, N. Capurro)
3. I Malavoglia (F. Garozzo)
4. Hava nagila (A. Zevi Idelsohn, M. Nathanson)
5. Avanti Urania (G. Puccini)
6. Nessun dorma (G. Puccini)
7. Requerdo de la alhambra (F. Tarrega)
8. Se Enrico poi ti cucca (G. Nocetti)
9. Summer Game (G. Nocetti)
10. Tu non mi manchi (Umberto Balsamo, P. Limiti)
11. Mediterraneo (J. M. Serrat)
12. Il poeta (G. Nocetti)
13. Malata d’allegria (A. Salerno, G. Balducci)
14. Canzone (Don Backy, D. Mariano)
15. La vie en rose (E. Piaf, L. Guglielmi)
16. Alfonsina y el mar (A. Storni)
17. Com’è triste Venezia (Charles Aznavour)
18. L’istrione (Live)  (C. Aznavour, G. Calabrese, Garvarenz)
19. Noi due nel tempo (V. Ricca)
20. Samba di una nota (A. Carlos Jobim, M. Mendoza)
21. Riturnella (Anonimo)